# Nünchritz
Nünchritz là một đô thị thuộc huyện Meißen, bang Sachsen Đức. Đô thị Nünchritz có diện tích 31,11 km², dân số thời điểm ngày 31 tháng 12 năm 2006 là 6504 người.
Nünchritz gồm các khu vực dân cư sau:
- Diesbar-Seußlitz
- Goltzscha
- Grödel
- Leckwitz
- Merschwitz
- Naundörfchen
- Neuseußlitz
- Roda
- Weißig
- Zschaiten